# 南沖縄新聞
『南沖縄新聞』（みなみおきなわしんぶん）は、沖縄県宮古島の平良市（現宮古島市）を発行拠点としていた地域新聞である。宮古島において、『宮古毎日新聞』、『宮古新報』に次ぐ3紙目の地域新聞として1960年に創刊され、1973年の廃刊まで10年余にわたって発行された。
同紙は現在、沖縄県立図書館宮古分館、琉球大学付属図書館などで閲覧が可能である。

## 沿革
- 1960年 - 創刊
- 1973年 - 廃刊